# Sport Club Foot-Ball (Belo Horizonte)
O Sport Club Foot-Ball foi um clube brasileiro, da cidade de Belo Horizonte, no estado de Minas Gerais, de várias modalidades esportivas, porém deu mais ênfase ao futebol.

## História
Fundado em 1904, o Sport foi a primeira equipe de futebol da cidade de  Belo Horizonte. Seu antigo campo era na Praça Rui Barbosa (Belo Horizonte), hoje mais conhecido como Praça da Estação. Sua sede era numa loja da Rua dos Caetés. Os treinos eram realizados no Parque Municipal.
Segundo um jornal da época o fundador da equipe, Victor Serpa que incentivou a prática do futebol em BH, conquistou boas relações, congregou acadêmicos, funcionários e comerciantes, todos pertencentes à elite da cidade, para a criação do Sport-Club. Assim, em 10 de julho de 1904, foi fundado o clube e eleita sua primeira diretoria, cuja presidência ficou com Oscar Americano; a vice-presidência, com Augusto Pereira Serpa; a tesouraria, com José Gonçalves; e a secretaria, com Avelino de Souza Reis. Victor Serpa assumiu a função de capitão.O Minas Gerais de 13 de julho de 1904, jornal da época,  em nota na seção “Festas e Diversões”, acrescentava que a diretoria dessa “útil diversão” informava que nos dias 14 e 17 já haveria exercícios práticos no campo. No dia 23 de agosto de 1904 foram aprovados os estatutos do clube que tiveram que ser visados pelo então chefe de polícia, Cristiano Brasil. O estatuto do clube na íntegra era o seguinte:
- ""Por esse estatuto, podiam participar do clube “pessoas dignas”, nas categorias de sócios efetivos, moradores da capital; correspondentes, residentes fora da capital; e beneméritos. O valor estipulado para o pagamento adiantado da jóia para o ingresso no clube, de 10$000, e o da mensalidade, de 5$000". Estes valores para a época eram altos o bastante para selecionar criteriosamente seus participantes. Esses valores eram iguais aos cobrado pelo Fluminense, do Rio de Janeiro, que se afirmava como  um clube da elite, formado por “rapazes da melhor sociedade, quase todos educados em colégios da Inglaterra"".

Os clubes do Rio que passaram a aceitar como sócios operários de todas as categorias, como o Bangu, cobravam 2$000 como jóia para o ingresso e 1$000 mensais, permitindo que trabalhadores menos especializados também pudessem participar. A associação do Sport Club tinha como fim especial “fazer propaganda de todos os jogos e exercícios atlheticos taes como: foot-ball (principalmente), pedestrianismo, criket, lawns-tennis, esgrima, etc, etc”. Seu primeiro jogo ocorreu no dia 2 de outubro de 1904 com dois times do mesmo clube: o de Vitcor Serpa e o do presidente da associação, Oscar Americano. Venceu o time de Serpa, por 2 a 1. Até o presente momento não se sabe exatamente quem marcou o primeiro gol, mas os dois gols do time do Victor foram marcados per José Mariano de Sales e Victor Serpa e para os vencidos pelo Joaquim Brasil. Ainda em 1904, outro dois clubes foram fundados, O Plínio Foot-ball Club e o Athletico-BH (esse não é o atual Atlético-MG), então criou-se uma liga de futebol entre os três clubes e começaram a disputar um campeonato. O Sport Clube se inscreveu com dois times: o Vespúcio e o Colombo. O Atlético também se inscreveu com dois times: o Atlético e o Mineiro. O Plínio entrou no campeonato com apenas um time. Esse campeonato não terminou, devido ao período chuvoso em Belo Horizonte- as fortes chuvas de novembro estragaram os campos - e os jogadores, em sua maioria estudantes, entraram em férias escolares e retornaram para suas cidades de origem, já que boa parte deles vinha para Belo Horizonte apenas para estudar, mas Abílio Barreto, em seus manuscritos, afirma que o Vespucio venceu o campeonato, portanto o campeão pertencia ao Sport Club. Victor Serpa retornou ao Rio, aonde veio a falecer de gripe em 1905. No mesmo Ano, o sport uni-se ao Viserpa, antigo Athletico - Esse nome foi dado em homenagem póstuma A Victor Serpa, criador do Sport e até então presidente do Athletico - decidiram que a nova associação iria chamar Viserpa Sport Club e que as mensalidades seriam reduzidas para 3$000, não pagando jóia os jogadores que já tivessem pertencido a outros clubes. Achava-se na Casa Colombo uma lista para ser assinada pelos que concordassem com a fusão e também para aqueles que se interessarem por fazer parte da associação. Essa era uma iniciativa para abrir possibilidades de que mais pessoas pudessem participar do seleto clube, que, ao diminuir o valor da mensalidade para 3$000, um valor ainda alto o bastante para selecionar seus participantes, motivaria a entrada de novos adeptos.  Nos anos posteriores o futebol perde a força na capital mineira, sendo muito desses clubes já encerrando as atividades. Porém o Sport tenta sobreviver, apesar de começar a criar uma certa tradição no futebol da capital mineira, aos poucos a população de Belo Horizonte foi perdendo aquele gosto por esse esporte como apresentado antes e vários clubes foram encerrando suas atividades.. No dia 12 de setembro de 1909, durante a exposição agropecuária em Belo Horizonte, no Prado Mineiro, Sport e Villa Nova-MG se duelaram e o placar foi de Sport Club 1x3 Villa Nova-MG, essa foi a primeira e a única partida entre essas duas agremiações. No dia 21 de setembro de 1909, já dominando o cenário esportivo municipal, o Sport marca um jogo amistoso contra um grupo de garotos que há cerca de um ano atrás haviam fundado o Atlético-MG. Surpreendido pela turma de garotos o Sport perde o jogo por 3x0. Inconformado com a derrota a equipe do Sport pede revanche, mas novamente perdeu, dessa vez por 2x0. Mais uma vez a até então tradicional equipe de Belo Horizonte marca um terceiro jogo contra os jovens jogadores atleticanos e dessa vez a derrota foi mais vexatória - 4x0 para o Atlético - e com isso seus então jogadores decidem encerrar as atividades da equipe. No dia 7 de setembro de 1910, alguns atletas do extinto sport junta-se a atletas do Morro Velho e o Villa Nova-MG, ambos de Nova Lima e realizam a primeira partida interestadual de Belo Horizonte. Essa equipe formada foi denominada de Combinado Mineiro, o adversário desse combinado foi o Riachuelo, equipe do Rio de Janeiro. O placar final foi de 7x1 para o Riachuelo.

### Primeira Formação
Sport Club em 1904. A partir da esquerda estão 1) Jordão Caíres; 2. [...]; 3) Augusto Pereira Serpa; 4) Virgílio Fabiano Alves; 5) Dr. Oscar Americano, 6) José Gonçalves; 7) Avelino Rodrigues; 8) Antônio Nunes de Almeida; 9) Francisco de Assis das C. Rezende; 10) Abel Horta Drumond; 11)Victor Serpa está assentado com a bola aos pés; 12)Viriato Mascarenhas; 13)Tomé Andrade; 14)Joaquim Brasil; 15)Joaquim Roque Teixeira; 16) Miguel Liebman; 17) José Mariano de Sales; 18 [ ]; 19) Antônio Mascarenhas.
A fotografia encontra-se no site oficial da equipe: http://sportclubmg.webnode.com/galeria-de-fotos/

### Curiosidades
Há um projeto de reativação da equipe, mas isso depende do apoio financeiro de empresários interessados com esse projeto. Após 103 anos da última partida, surge a esperança de ver a equipe que trouxe o futebol para Belo Horizonte novamente em campo, quadras, etc..

## Títulos
| MUNICIPAIS | MUNICIPAIS                                                             | MUNICIPAIS | MUNICIPAIS |
|            | Competição                                                             | Títulos    | Temporadas |
| ---------- | ---------------------------------------------------------------------- | ---------- | ---------- |
|            | Primeiro Campeonato de Belo Horizonte - 1904 (Segundo Abílio Barreto)* | 1          | 1904       |

 - Campeão Invicto
- (*) Como ocorreu as férias escolares e a maioria dos alunos vieram de outras cidades para estudar, então foi impossível terminar o campeonato, porém como o Sport inscreveu-se com dois times: o Vespúcio e o Colombo. Abílio Barreto, em seus manuscritos, afirma que o Vespúcio venceu o campeonato, portanto o campeão pertencia ao Sport Club.